# 虔化县
虔化县，中国古县名。
南朝宋大明五年（461年）分宁都县置，治所在今江西省宁都县西。属南康郡。隋朝初年废入宁都县。开皇十八年（598年）改宁都县复置，治所在今江西省宁都县。属虔州。唐朝时仍属虔州。南宋绍兴二十三年（1153年）复名宁都县。 